# Салях Ніна Антонівна
Ні́на Анто́нівна Салях (14 вересня 1941, село Яхнівці, тепер Волочиського району Хмельницької області — 10 листопада 2021) — українська радянська діячка, ланкова колгоспу «Ленінський шлях» Волочиського району Хмельницької області. Депутат Верховної Ради УРСР 9—10-го скликань.

## Біографія
Освіта середня.
З 1959 року — колгоспниця, ланкова колгоспу «Ленінський шлях» села Яхнівці Волочиського району Хмельницької області.
Потім — на пенсії в селі Яхнівці Волочиського району Хмельницької області.

## Нагороди
- орден «Знак Пошани»
- ордени
- медалі